# Nubbskinn
Nubbskinn (Subulicium minus) är en svampart som beskrevs av Hjortstam 1984. Nubbskinn ingår i släktet Subulicium, ordningen Hymenochaetales, klassen Agaricomycetes, divisionen basidiesvampar och riket svampar.  Arten är reproducerande i Sverige. Inga underarter finns listade i Catalogue of Life.